# Kalanchoe aubrevillei
Kalanchoe aubrevillei ist eine Pflanzenart der Gattung Kalanchoe in der Familie der Dickblattgewächse (Crassulaceae).

## Beschreibung

### Vegetative Merkmale
Kalanchoe aubrevillei wächst ausdauernd, ist etwas bläulich sowie vollkommen kahl und erreicht Wuchshöhen von 60 bis 150 Zentimetern. Ihre aufrechten bis basal niederliegenden Triebe sind stielrund und weisen einen Durchmesser von bis zu 2 Zentimeter auf. Sie sind gelbgrün und mit grauen Schlieren gefleckt. Die gestielten Laubblätter sind gelbgrün bis leicht glauk. Der halb stängelumfassende, flache oder auf der Oberseite gefurchte Blattstiel ist bis zu 10 Zentimeter lang. Die eiförmige bis halb kreisrunde Blattspreite ist 18 bis 25 Zentimeter lang und bis zu 15 Zentimeter breit. Ihre Spitze ist stumpf, die Basis herzförmig, gestutzt bis fast schildförmig. Der Blattrand ist gelappt bis grob gekerbt.

### Generative Merkmale
Der Blütenstand ist eine bis zu 20 Zentimeter lange und ebenso breite rispige Traube. Die aufrechten Blüten stehen an 10 bis 25 Millimeter langen, mattpurpurnen Blütenstielen. Ihre Kelchröhre ist etwa 1 Millimeter lang. Die pfriemlichen, verschmälerten, mattpurpurnen Kelchzipfel sind 9 bis 12 Millimeter lang und 3 bis 4 Millimeter breit. Die weißen Kronblätter sind im unteren Teil grünlich. Die 5 bis 6,5 Millimeter lange vierkantige Kronröhre ist an der Basis erweitert. Ihre eiförmigen-lanzettlichen, weißen Kronzipfel tragen ein aufgesetztes Spitzchen. Sie weisen eine Länge von etwa 18 Millimeter auf und sind 7 bis 8 Millimeter breit. Die Staubblätter sind oberhalb der Mitte der Kronröhre angeheftet. Die oberen Staubblätter ragen kaum heraus. Die länglichen Staubbeutel sind 2,5 bis 3,5 Millimeter lang. Die linealischen Nektarschüppchen weisen eine Länge von etwa 7 Millimeter auf. Das von der Seite aus gesehene Fruchtblatt ist eiförmig-lanzettlich und weist eine Länge von etwa 25 Millimeter auf. Der Griffel ist etwa 35 Millimeter lang.
Die Chromosomenzahl beträgt 2n = 34.

## Systematik und Verbreitung
Kalanchoe aubrevillei ist in Kenia und Tansania an Waldrändern und Hochland-Grasfluren auf vulkanischen Böden in Höhen von 1800 bis 2500 Metern verbreitet. 
Die Erstbeschreibung durch Georg Cufodontis wurde 1967 veröffentlicht.

## Nachweise